# Villa Heydert

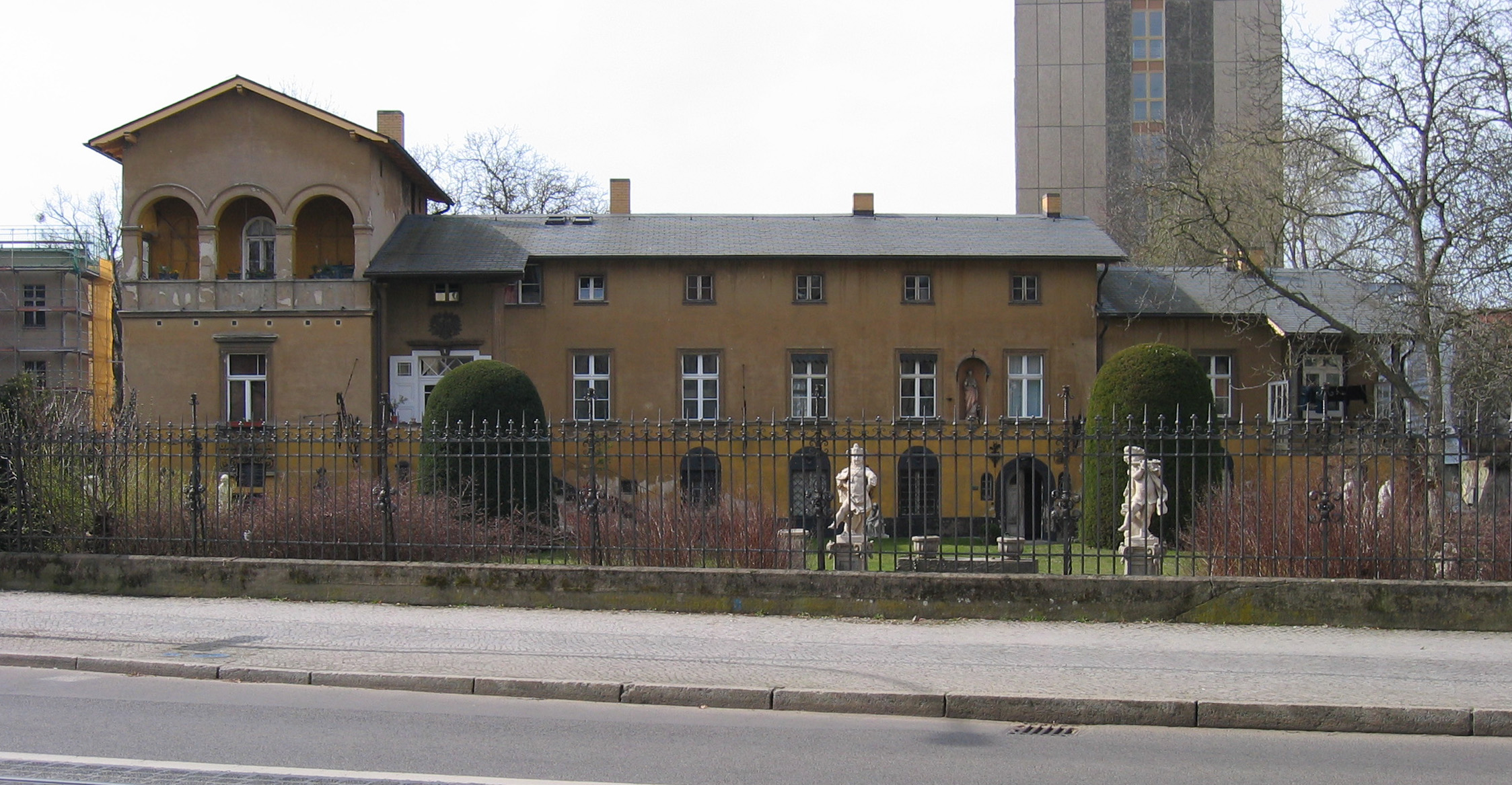
Villa Heydert, 2009

Die Villa Heydert, auch Thiemann-Haus, oder Thiemann-Villa, ist ein historisches Wohngebäude in der Potsdamer Friedrich-Ebert-Straße 83, nördlich des Nauener Tores. 

## Geschichte

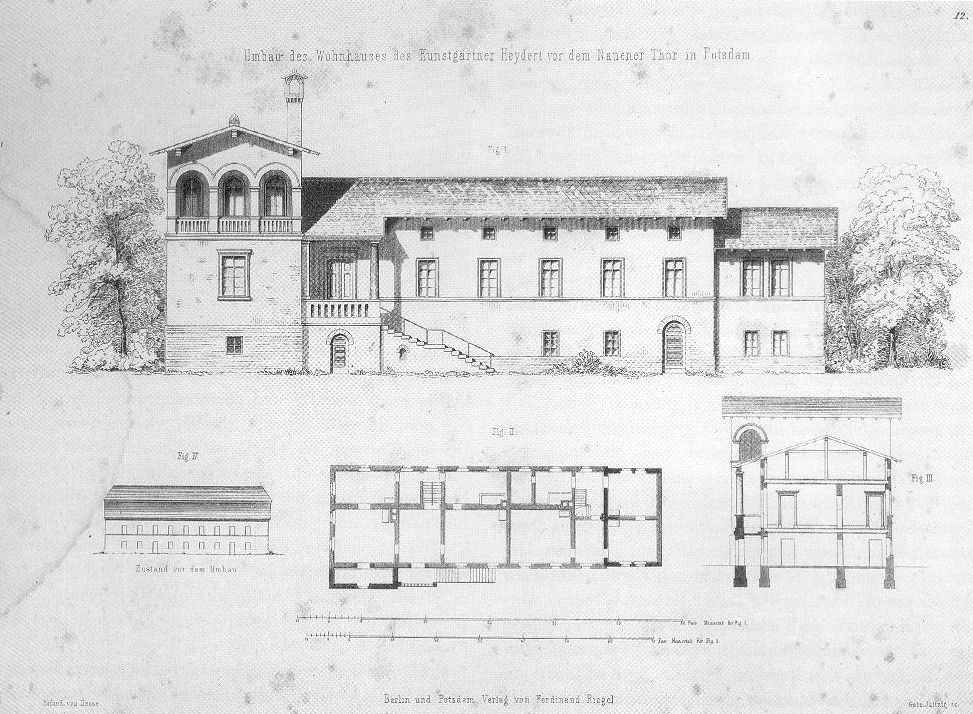
Auf- und Grundriss der Villa Heydert, Ludwig Ferdinand Hesse, 1855

Auf dem Gelände stand ursprünglich ein zweigeschossiges Fachwerkhaus mit Mansarddach und separatem Stallgebäude, das ein Hofrat Gossert vermutlich nach 1733 errichten ließ. 1755 erwarb es Ratsherr Mathias Christian Betcke und 1764 gelangte es durch den königlichen Hofgärtner Joachim Ludwig Heydert in den Besitz der Gärtnerfamilie. Seinem Sohn aus dritter Ehe, dem Handelsgärtner Martin Ludwig Heydert (1788–1862), übergab er das Grundstück mit Wohngebäude, Stallungen, Garten, Treibhäusern und einem Ananashaus 1843, der das Wohnhaus 1854/1855 durch den Potsdamer Architekten Ludwig Ferdinand Hesse umbauen ließ. Noch während dieser Arbeiten überschrieb Heydert das Anwesen seinem Sohn Heinrich Ludwig.
Hesse gestaltete das Wohnhaus in der damaligen Spandauer Straße im italienischen Landhausstil. Vom neunachsigen Vorgängerbau übernahm er die Fundamente. Im sechsachsigen Mittelteil des Neubaus hob er die Beletage im ersten Obergeschoss durch symmetrisch angeordnete Fenster vom darunter liegenden Erdgeschoss mit den dort liegenden Wirtschaftsräumen hervor. Eine auf der linken Seite vorgelegte Freitreppe mit überdachtem Podest vor der Eingangstür ermöglicht den Zugang von außen in das erste Obergeschoss. Unter Leitung des Bauinspektors Christian Heinrich Ziller wurde das ehemalige Mansarddach durch ein flaches, schiefergedecktes Satteldach mit Drempelgeschoss ersetzt. Die um das Drempelgeschoss niedriger gehaltene rechte Seite mit zwei Fensterachsen wurde etwas eingezogen, die linke Gebäudeseite um ein Geschoss erhöht, an der Vorderseite vorgezogen und im obersten Geschoss mit einer Arkadenhalle versehen. Den Giebel schmückte ein antikisierender Akroter. Seit 1872 gehörte das Anwesen der Witwe Florentine Bertha Marie Heydert, geb. Winckler. Danach führte E. Schönborn die Kunst- und Handelsgärtnerei weiter und seit 1913 Oskar Richter.
Das Gebäude erfuhr eine Nutzungsänderung, als es 1921 von Sigismund Thiemann (1879–1959) erworben wurde, der es zudem bis 1959 durch kleinere Umbauten veränderte. Der Potsdamer Architekt und seine Frau Gertrud Anna Marie (1894–1981) statteten das Haus, in dem sie lebten und arbeiteten, mit ihrer in den 1950er Jahren begonnenen Sammlung an Plastiken, Gemälden, Möbeln, Textilien und kunsthandwerklichen Objekten verschiedener Epochen und Regionen aus. Zudem führte Gertrud Thiemann im Erdgeschoss ab 1946 eine Antiquitätenhandlung, die sie 1975 aufgab. Über ihren Tod hinaus sollte die Kunstsammlung, die als reichste Privatsammlung der DDR gilt, bewahrt werden. Sie vermachte ihren Besitz den „Staatlichen Schlössern und Gärten Potsdam-Sanssouci“. 1974 legte sie testamentarisch fest, das Haus solle „in seiner jetzigen Form erhalten bleiben […], ebenso Garten, Plastiken und Kunst am Haus. […] Die beweglichen Kunstgegenstände im Haus sollen je nach kunsthistorischem Wert schon bestehenden musealen Sammlungen in der DDR zugeführt werden, zum Beispiel Sanssouci, dem Kunstgewerbemuseum Berlin-Köpenick. Diese Stücke werden als ,Schenkung der Familie Thiemann’ in den Katalogen der Museen ausgewiesen.“
Diesem letzten Willen wurde jedoch nicht entsprochen, sondern zahlreiche Stücke aus der Sammlung Thiemann über die Firma Kunst und Antiquitäten GmbH (KuA), des unter Leitung von Alexander Schalck-Golodkowski stehenden Bereichs Kommerzielle Koordinierung (KoKo), in den Westen veräußert. Das geschah im Einvernehmen mit der Schlösserverwaltung, die mit den so erlangten Devisen Material und Werkzeug zur Restaurierung der eigenen Sammlungen kaufen konnte. Zu den in Potsdam verbliebenen Stücken gehört unter anderem das Bett, das heute im ehemaligen Schlafzimmer des Kronprinzenpaares im Schloss Cecilienhof steht.